# بسیار شیک‌پوش
بسیار شیک‌پوش (انگلیسی: Puttin' On the Ritz) یک فیلم موزیکال آمریکایی است که در سال ۱۹۳۰ منتشر شد.

## بازیگران
- هری ریچمن
- جون بنت
- جیمز گلیسون
- آیلین پرینگل
- لیلیان تاشمن
- پرنل پرت
- ریچارد تاکر
- ادی کین
- جرج اروینگ
- سیدنی فرانکلین
- تاینی سندفورد